# أل همفري
أل همفري (بالإنجليزية: Al Humphrey)‏ هو لاعب كرة قاعدة أمريكي، ولد في 28 فبراير 1886 في أشتابولا في الولايات المتحدة، وتوفي بنفس المكان في 13 مايو 1961.

## وصلات خارجية
- أل همفري على موقعبيزبول رفرنس.كوم (الدوري الرئيسي) (الإنجليزية)
- أل همفري على موقعبيزبول رفرنس.كوم (الدوري الثانوي) (الإنجليزية)